# النور برون
 النور برون (انگلیسی: Eleanor Bron؛ زادهٔ ۱۴ مارس ۱۹۳۸) هنرپیشه اهل بریتانیا است. از فیلم‌هایی که وی در آن نقش داشته است، می‌توان به الفی، زنان عاشق، رقص خیابانی و ویمبلدون اشاره کرد.

## زندگی شخصی
برون سالها شریک معمار سدریک پرایس تا زمان مرگش در سال ۲۰۰۳ بود. آنها فرزندی نداشتند  مصاحبه با برون در سال ۲۰۱۵ نشان داد که او در انتخابات رهبری حزب کارگر به جرمی کوربین رای داده است.   

## گزیدهٔ نقش‌آفرینی‌ها
- کمک!(۱۹۶۵)
- الفی (۱۹۶۶)
- دو تا برای جاده (۱۹۶۷)
- مسحور (۱۹۶۷)
- زنان عاشق (۱۹۶۹)
- دادگاه جزا (۱۹۸۴-۱۹۷۲)
- سگ باسکرویل (۱۹۰۲)
- دوریت کوچک (۱۹۸۷)
- زیبای سیاه (۱۹۹۴)
- پرنسس کوچک (۱۹۹۵)
- خانه شادی (۲۰۰۰)
- آیریس (۲۰۰۱)
- قلب من (۲۰۰۲)
- ویمبلدون (۲۰۰۴)
- رقص خیابانی (۲۰۱۰)
- خاطرات لاک‌پشت (۱۹۸۵)